# Kalinovik
Kalinovik (en serbio cirílico: Калиновик) es una ciudad y municipio en la Región de Foča de la República Srpska, una de las dos entidades que componen Bosnia y Herzegovina.
El municipio tiene una superficie de 685 km² y cerca de 4500 residentes, alrededor de 6,5 h/km². Un gran número de sus habitantes son desplazados, en su mayoría procedentes de Sarajevo, a causa de la Guerra de Bosnia.

## Geografía
Kalinovik se encuentra unos 20 km al sureste de la capital, Sarajevo, en una zona montañosa próxima a la montaña Jahorina, a 1050 m s. n. m., y con frecuentes nevadas en invierno.

## Localidades
Las 73 localidades que componen el municipio son:  Bak, Bojići, Boljanovići, Borija, Božanovići, Brda, Bukvica, Cerova, Čestaljevo, Daganj, Dobro Polje, Dragomilići, Dubrava, Gapići, Golubići, Gradina, Graiseljići, Gvozno, Hotovlje, Hreljići, Jablanići, Jažići, Jelašca, Jezero, Kalinovik, Klinja, Kolakovići, Kovačići, Krbljine, Kruščica, Kuta, Kutine, Luko, Ljusići, Ljuta, Mekoča, Mjehovina, Mosorovići, Mušići, Nedavić, Obadi, Obalj, Obrnja, Osija, Plačikus, Pločnik, Polje, Popovići, Porija, Presjedovac, Rajac, Rastovac, Ruđice, Sela, Sijerča, Sočani, Strane, Susječno, Šivolji, Tmuše, Tomišlja, Trešnjevica, Trnovica, Tuhobić, Ulog, Unukovići, Varizi, Varoš, Vihovići, Vlaholje, Vrhovina, Vujinovići y Zelomići.

## Demografía

### 1971
Total: 9.458 habitantes.
- Serbios - 5.536 (58,53%)
- Musulmanes de nacionalidad - 3.796 (40,13%)
- Croatas - 44 (0,46%)
- Yugoslavos - 20 (0,21%)
- Otros - 62 (0,67%)

### 1991
En 1991, antes de la desintegración de Yugoslavia, la población era de 4.657 habitantes, incluyendo:
- 2.821 serbios
- 1.726: musulmanes
- 46: yugoslavos
- 18: croatas
- 46:tros

Tras la Guerra de Bosnia y el desplazamiento masivo de otras etnias, se considera que casi la totalidad de la población es serbia, con muchos desplazados de otras zonas, y su número puede ser muy superior al del censo de 1991.

## Personajes célebres
- El General Ratko Mladić, condenado por el Tribunal Penal Internacional para la Antigua Yugoslavia, imputado en varios casos de crímenes contra la humanidad cometidos durante la Guerra de Bosnia, nació en este municipio, concretamente en la aldea de Božanovići.